# 沙嗲朱律
沙爹朱律（馬來文：Satey Celup）是原創於馬來西亞馬六甲潮州人的食物。在馬來文，satey的意思為沙爹，celup的意思為浸泡，因此沙爹朱律是將海鮮、肉類或菜類用竹籤串起，要吃的時候將一串串食材放入滾燙的沙爹醬煮熟的美食。

## 背景
沙爹朱律起源於20世紀50年代，大約1953年到1960年間，林木欽和林喬南推著一輛三輪車，在馬六甲市區紐甘律的冷藏食品店（Cold Storage)的五脚基開始营业，後來大约在1960年期间，当时的市议会为了不让小贩的档口阻碍交通，于是他們才在當時的國泰戲院后面，紐甘律桥下的河边開店，叫京都沙爹茶冰室。大约在1990年代，当时的国泰戏院停止营业，而京都沙爹茶冰室也在那时停止营业。自此，沙爹朱律開始發揚光大，在市區內開始湧現了許多售賣沙爹朱律的店鋪。

## 醬料
沙爹朱律最特別的，就在於它是用沙爹醬把食材燙熟，沙爹醬需要以炒香碾碎的花生碎，加上黑糖、白糖和黃糖做基底的湯汁,然後在加上其他十餘種辛香料，包括咖哩料、小辣椒，熬足後才完成。沙爹醬上桌前，還得煮沸了再不斷往裡邊加入大勺的花生碎末，這樣才能使沙爹醬能保持夠濃夠香。因此沙爹朱律的醬料是需要二十多種材料熬煮出來的。

## 食材
沙爹朱律的食材都是全部串在竹籤上，然後放在湯汁裡燙熟的，通常被選為沙爹朱律的食材大概有三十餘種，種類包括蔬菜、肉類、海鮮等，如：空心菜、肉片、肉丸、螄蚶、油條、內臟、鮑貝、蝦等。

## 外部連結
- [] 古城沙爹朱律
- 馬六甲沙爹朱律鼻祖